# Wiktor Abałakin
Wiktor Abałakin (ros. Абалакин Виктор Кузьмич, Wiktor Kuźmicz Abałakin; ur. 27 sierpnia 1930, zm. 23 kwietnia 2018) – radziecki astronom, członek Rosyjskiej Akademii Nauk .

## Życiorys
Członek korespondent Akademii Nauk ZSRR od 1987. Członek KPZR od 1973. W 1953 ukończył studia na Uniwersytecie w Odessie i następnie był tam wykładowcą. W latach 1965–1983 kierował wydziałem Instytutu Astronomii Teoretycznej Akademii Nauk ZSRR. W latach 1983–2000 był dyrektorem Głównego Obserwatorium Astronomicznego (Pułkowskiego) Akademii Nauk ZSRR. Był twórcą prac na temat gwiezdnej dynamiki i z zakresu mechaniki niebios .